# Аурел
Аурел (мађ. Aurél) је мушко име које се користи у мађарском језику, води порекло из латинског језика (лат. Aurelius) и има значење: златан, златко.
Женски парњак му је Аура и Аурелија.

## Имендани
- 5. октобар.
- 15. јануар.
- 15. јули.
- 20. јули.
- 27. јули.
- 2. децембар.

## Варијације имена у језицима
-, 16. јун, 20. октобар.
-,
-,

## Познате личности
- Аурел Поп (мађ. Popp Aurél) сликар из Ердеља,
- Аурел Штајн (мађ. Sir Marc Stein Aurél) мађарски путописац .
- Аурел Чертеи (мађ. Csertői Aurél) мађарски фудбалски тренер.